# Краудер (Мисисипи)
Краудер (енгл. Crowder) град је у америчкој савезној држави Мисисипи.

## Демографија
По попису из 2010. године број становника је 712, што је 54 (-7,0%) становника мање него 2000. године.
| Група             | 2000.       | 2010.       |
| Белци             | 406 (53,0%) | 359 (50,4%) |
| Афроамериканци    | 355 (46,3%) | 344 (48,3%) |
| Азијати           | 0 (0,0%)    | 1 (0,1%)    |
| Хиспаноамериканци | 2 (0,3%)    | 7 (1,0%)    |
| Укупно            | 766         | 712         |